# Cantón Arenillas
Arenillas es un cantón de la provincia de El Oro. Su capital es Arenillas, ciudad que de acuerdo con el censo del año 2011 tiene una población de poco menos de  26000, aunque en la actualidad por expresión verbal del Sr. Alcalde actual la ciudad contaría con 33500 habitantes.

## Origen del nombre
Por tradición oral se ha transmitido la versión de que el nombre de esta cabecera cantonal tiene su origen en una asociación hecha por sus primeros habitantes con la arena de su río. El río nace en las elevaciones en la cordillera de Dumarí-Tahuín. Los buscadores de oro se establecieron a orillas de este río y extraían el oro de la arena fina o arenilla que abundaba en el río, por tal arena se conoce al cantón con el nombre de Arenillas.

## Historia

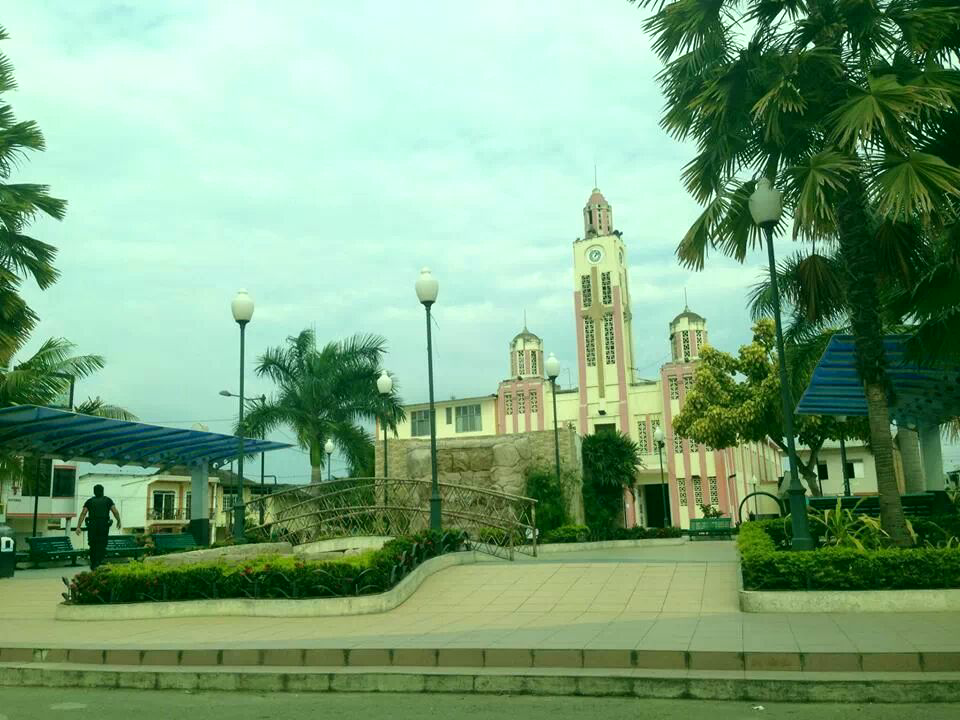
Parque Alhajuela

Desde 1866, Arenillas se dedicaba completamente a la agricultura, contando con una escasa población. La población en 1869 solicita a las autoridades del Cantón Jambelí (hoy Santa Rosa) el reconocimiento como parroquia, durante la presidencia de García Moreno. En 1952, un grupo de habitantes solicita el reconocimiento de la categoría de cantón para Arenillas. El Comité Pro Cantonización lo integraron personajes de Arenillas como Raúl Frías Aguirre, Luis Urbano Tinoco Romero, entre otros. Las gestiones culminan el 11 de noviembre de 1955, cuando se emite el decreto de cantonización, mientras José María Velasco Ibarra era presidente de la República.
El primer Concejo cantonal lo presidió Don Raúl Frías Aguirre, integrado también por Julio César Zambrano, Carlos A. Tinoco Aguilar, José Paladines Apolo, Segundo Tinoco Pineda, Luis Felipe Sánchez y Belisario Mora Carpio.

## Geografía
Extensión: 810,17 km² 
Altura: 15 m s. n. m.
Clima: Tropical seco
Temperatura: 18 °C a 30 °C
Población: 33 473 habitantes

### Parroquia urbana
- Arenillas

### Parroquias rurales
- Carcabón
- Chacras
- La Cuca
- Palmales

### Sitios
- San Vicente del Jobo
- Balsalito
- Voluntad de Dios
- La Pitahaya
- Las Mercedes
- Santa Lucía
- Tahuín Chico
- El Blanco
- La Primavera
- El Bunque
- Nueve de Octubre
- Santa Elena
- El Guarumo
- Unión Lojana
- El Checo
- Manabí del Oro
- La Florida
- San Pedro
- El Progreso
- Las Colembas
- Los Guayacanes
- Cooperativa del Pacífico
- Cooperativa 27 de Julio
- Puerto Pitahaya
- Santa Marianita
- La Palma
- Cañas
- Batanes
- El Triunfo
- Tahuín
- La Guada
- El Sauce
- Balsalito
- Quebrada Seca
- Rancho Chico
- Guabillo

### Límites
- Al norte, con los cantones cantón Santa Rosa y cantón Huaquillas.
- Al sur, con los cantones cantón Las Lajas y cantón Marcabelí .
- Al este, con los cantones Santa Rosa y Piñas
- Al oeste con Perú.

### Clima
El clima es variable entre húmedo seco en su parte baja y bastante agradable en su cordillera; fluctúa entre los 24 y 30 grados.